# O sută și una de nopți
O sută și una de nopți (titlul original: în franceză Les Cent et Une Nuits de Simon Cinéma) este un film de comedie franco-britanic, realizat în 1995 de regizoarea Agnès Varda, protagoniști fiind o mulțime de actorii renumiți. Filmul a fost A fost înscris la al 45-lea Festival Internațional de Film de la Berlin.

## Rezumat
Monsieur Cinéma, un domn bătrân și o legendă a istoriei filmului, vrea să treacă în revistă cu ochii minții, nimic mai puțin decât întreaga istorie a cinematografiei, la împlinirea sa a o sută de ani de viață. Pentru a-și ajuta memoria slăbită, o angajează pe Camille, o tânără studentă la cinematografie, să-l viziteze în fiecare zi și să-i povestească episoade din istoria filmului. Camille este de acord, având în vedere salariul respectabil pe care urmează să-l primească și este încântată să fie răpită de Monsieur Cinéma într-o lume din care după scurt timp nu mai poate scăpa. Nu numai că Marcello Mastroianni vine din când în când la un joc de șah, iar Gérard Depardieu, Jean-Paul Belmondo, Alain Delon, Hanna Schygulla, Jeanne Moreau, Catherine Deneuve, Robert De Niro și multe alte vedete trec și ele din când în când pe la Monsieur Cinéma.
Fascinată, Camille îi spune prietenului ei Mica, un regizor aspirant, despre noua sa lucrare. Mica simte imediat o oportunitate de a scoate bani din buzunarul bătrânului pentru primul său film. În acest scop, o cunoștință ar trebui să joace rolul strănepotului lui Monsieur Cinéma, Vincent, care a plecat în India cu ani în urmă. Prietenul ar trebui să încaseze moștenirea ca Vincent și apoi să împartă banii cu Camille și Mica. „Vincent” este în cele din urmă de acord și Monsieur Cinéma chiar crede că își va vedea singurul descendent, care a fost considerat pierdut.
Cu toate acestea, când o dublură a lui Liz Taylor îl convinge pe Monsieur Cinéma să-și doneze moștenirea fundației ei SIDA, planul lui Mica se năruie. Camille călătorește apoi cu Monsieur Cinéma la Festivalul de Film de la Cannes iar apoi la Hollywood, unde Monsieur Cinéma este celebrat euforic.

## Trivia
O sută și una de nopți a fost regizat de realizatoarea franceză Agnès Varda, după propriul scenariu, ca un omagiu adus centenarului cinematografiei, cu apariții în invitați ale multor vedete ale cinematografiei europene și americane. 

## Distribuție
- Michel Piccoli – Simon Cinéma
- Marcello Mastroianni – prietenul italian
- Henri Garcin – Firmin, majordomul⁠(d)
- Julie Gayet – Camille Miralis
- Mathieu Demy – Camille, zis Mica
- Emmanuel Salinger – Vincent, cel întors din India
- Anouk Aimée – Anouk, în flashback
- Fanny Ardant – steaua de noapte
- Jean-Paul Belmondo – profesorul Bébel
- Romane Bohringer – tânăra fată în violet
- Sandrine Bonnaire – vagaboanda metamorfozabilă
- Jean-Claude Brialy – ghidul japonezilor
- Patrick Bruel – primul orator
- Alain Delon – Alain Delon, în vizită
- Catherine Deneuve – steaua-fantastică
- Robert De Niro – soțul stelei-fantastice, în croazieră
- Gérard Depardieu – Gérard Depardieu, în vizită
- Harrison Ford – Harrison Ford la Hollywood
- Denis Sebbah – Robert, zis Bob
- Gina Lollobrigida – soția mijlocie a profesorului Bébel
- Jeanne Moreau – prima ex-soție al M. Cinéma
- Hanna Schygulla – a doua ex-soție al M. Cinéma
- Sabine Azéma – Sabine / Irène
- Jane Birkin – cea căreia îi zice zgârcită
- Arielle Dombasle – cântăreața de la Garden-party
- Stephen Dorff – un actor mut la Hollywood
- Andréa Ferréol – cel surprins
- Daryl Hannah – o actriță mută la Hollywood
- Jean-Pierre Kalfon – primul Jean-Pierre
- Jean-Pierre Léaud – al doilea Jean-Pierre
- Emily Lloyd – o actriță mută la Hollywood
- Assumpta Serna – o actriță mută la Hollywood
- Martin Sheen – un actor mut la Hollywood
- Harry Dean Stanton – un actor mut la Hollywood
- Daniel Toscan du Plantier – al doilea orator
- Isabelle Adjani – (imagini de arhivă la Cannes)
- Jean-Hugues Anglade – (imagini de arhivă)
- Daniel Auteuil – (imagini de arhivă)
- Clint Eastwood – (imagini de arhivă)
- Virna Lisi – (imagini de arhivă la Cannes)
- Maximilien Maussion – micul Clap
- Salomé Blechmans – micuța Lili
- Carole Benoit – Nimoise, servitoarea acrobat
- Weiwei Melk – chinezoaica, servind farfuriile
- Christian Bouillette – grădinarul castelului
- Frédéric Darie – spălătorul de geamuri
- Alexia Stresi – Alexia / Fleur de sang
- Antoine Desrosières – Antoine
- Marie Piémontèse – Sylvie
- Jean-Claude Romer – istoricul filmului
- Daniel Dublet – un vizitator
- Benjamin Salinger – Marco, fratele lui Vincent
- Éléonore Pourriat – Mylène, prietena lui Camille
- Marina Castelnuovo – cea ca Liz T.
- Vincent Ortmann – primul dintre frații Lumière
- Francisco Rabal – vocea lui Luis Buñuel
- Eric Zaouali – al doilea dintre frații Lumière
- Stéphane Krausz – șeful operațiunilor
- Bernard Bastide – Gaston, chelnerul la cafenea
- Louis Cézanne – Stéphane
- Michèle Benoist – o vizitatoare
- Léonard Vindry – un vizitator
- Bernadette Gomez – o vizitatoare
- Bertrand Lalande – un vizitator
- Didier Rouget – elevul lui Mandrake
- Gary Chekchak – electricianul
- René Basly – unul dintre cei șapte pitici
- Ludovic Guéguan – unul dintre cei șapte pitici
- Marcel Guéguan – unul dintre cei șapte pitici
- François Guillot – unul dintre cei șapte pitici
- Chérif Hamchaoui – unul dintre cei șapte pitici
- Filippo Paese – unul dintre cei șapte pitici
- Nicolas Pissaboeuf – unul dintre cei șapte pitici
- Sandra Bernhard – prima cerșetoare
- Emmanuelle Gaborit – a doua cerșetoare
- Henri Morelle – preotul
- Jean-Pierre Moerman – notarul